# Aberchirder
Aberchirder, en gaélique écossais : Obar Chiardair, appelé localement Foggieloan ou Foggie est un village d'Écosse, situé dans l'Aberdeenshire, à l'Ouest de Turriff. Il est fondé en 1764, par Alexander Gordon, 5e laird d'Auchentoul (en) et s'appelait initialement Foggieloan.